# Polymerizace s vratným adičně-fragmentačním přenosem řetězce

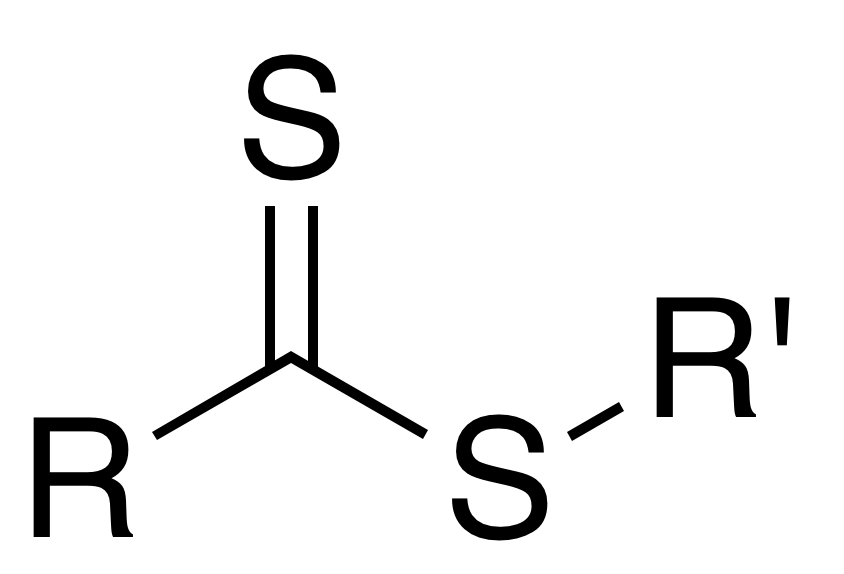
Strukturní vzorec thiokarbonylthioskupiny

Polymerizace s vratným adičně-fragmentačním přenosem řetězce (RAFT) je jeden z druhů radikálové polymerizace s vratnou deaktivací. Používá se při ní přenosové činidlo, vyvolávající přenos řetězce, kterým je thiokarbonylthiosloučenina, například dithioester, thiokarbamát, nebo xantát, zajišťující říditelnost molekulové hmotnosti a polydisperzity. Podobně jako u jiných řízených radikálových polymerizací lze RAFT uskutečnit za podmínek vyvolávajících nízkou polydisperzitu (úzké rozdělení molekulových hmotností) a možnost vytvářet polymery o předem daných molárních hmotnostech. Pomocí RAFT lze získat polymery se složitými strukturami, například lineární blokové kopolymery, hřebenovité polymery, dendrimery a překřížené sítě.

## Historie
Polymerizace s adičně-fragmentačním přenosem řetězce byla poprvé popsána na začátku 70. let 20. století; přenos řetězce byl ale nevratný. První varianty byly používány na přípravu polymerů s předem určenými koncovými skupinami.
Možnosti RAFT při řízených radikálových polymerizacích byly využity v 80. letech. V této době byly objeveny makromonomery i činidla zajišťující vratný přenos řetězce, ale využití v řízených radikálových polymerizacích zůstávala omezená.
V roce 1995 začal být podrobněji zkoumán vratný přenos „degenerovaného“ řetězce, kdy se využívá toho, že produkt přenosu řetězce je také přenosovým činidlem, s podobnou aktivitou jako výchozí činidlo.
RAFT polymerizace se nyní provádí převážně s využitím thiokarbonylthiosloučenin; tento postup byl objeven v roce 1998. RAFT je jedním z nejuniverzálnějších druhů řízené radikálové polymerizace, jelikož je použitelný u širokého rozmezí funkčních skupin na monomeru i rozpouštědlu a může běžet i ve vodných roztocích. RAFT může rovněž probíhat v širokém rozmezí teplot.

## Součásti

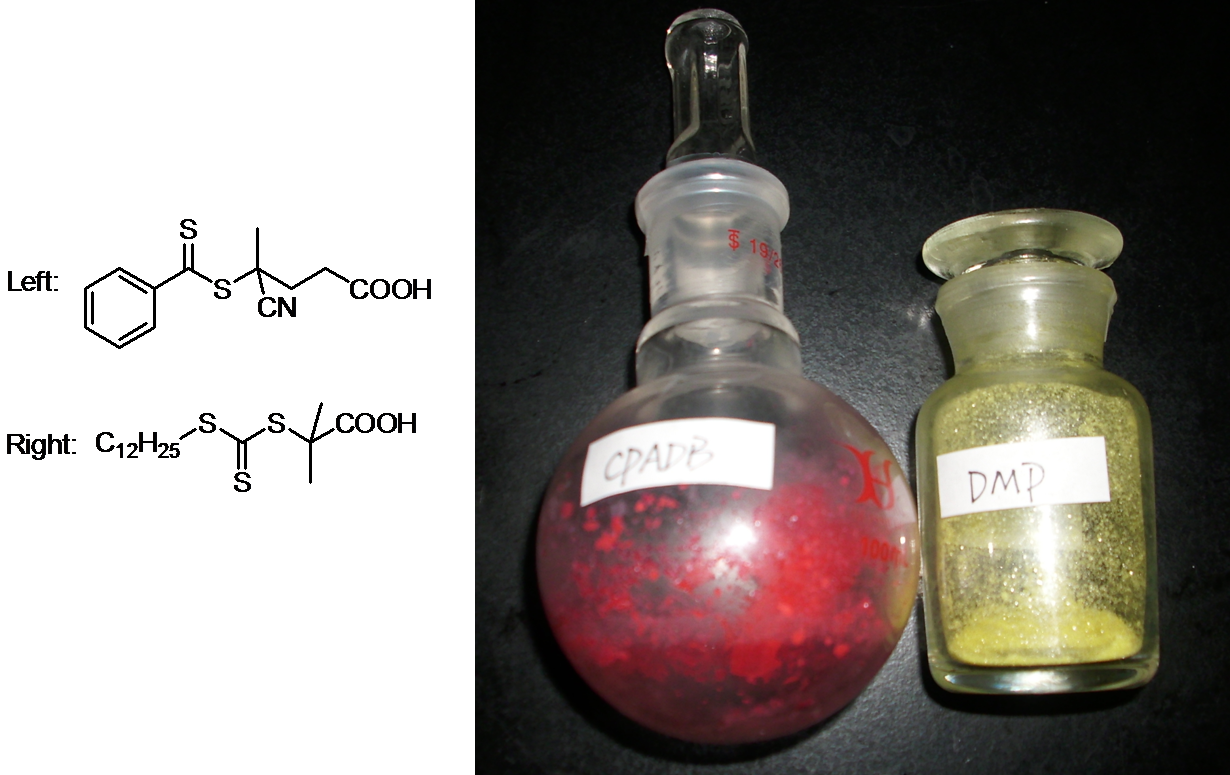
Dva příklady činidel pro RAFT

Systém pro RAFT polymerizaci obvykle obsahuje:
- zdroj radikálů (například termochemický nebo záření gama působící na určitou složku reakční směsi)
- monomer
- RAFT činidlo
- rozpouštědlo (u kapalných monomerů nemusí být nutné)

Teplota při reakci se vybírá tak, aby (a) růst řetězce probíhal vyhovující rychlostí, (b) chemický iniciátor (zdroj radikálů) poskytoval radikály vhodnou rychlostí a (c) centrální rovnováha byla posunuta ve prospěch aktivních částic oproti neaktivním.
Při RAFT polymerizacích se mohou používat podobná činidla jako při běžných radikálových polymerizacích. Reakce často probíhají se stejnými monomery, iniciátory a rozpouštědly a za stejných teplot.
Jako radikálové iniciátory se používají například azobisizobutyronitril (AIBN) a kyselina 4,4'-azobis(4-kyanovalerová).

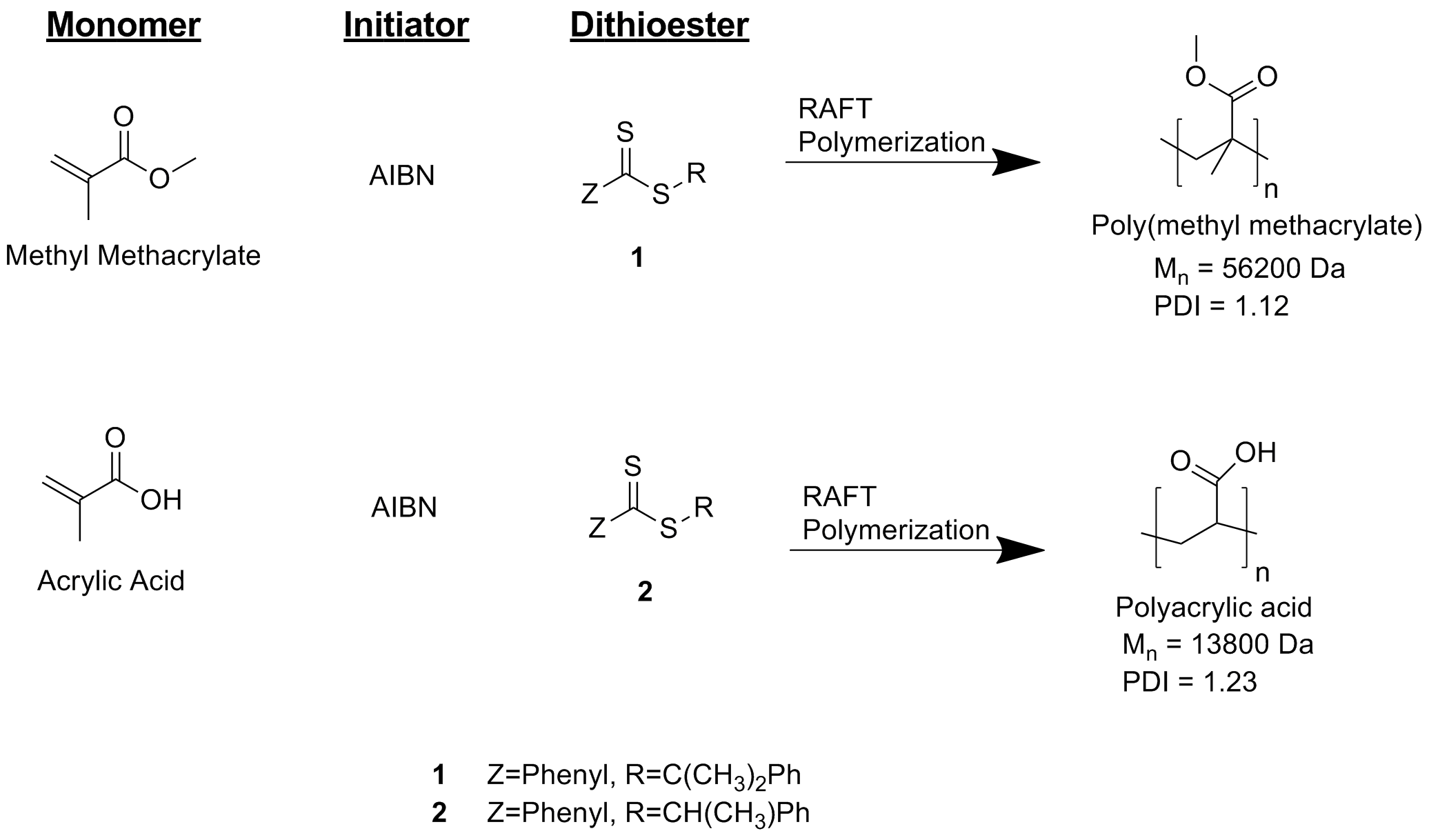
Nejčastější činidla a produkty RAFT polymerizací

RAFT polymerizace umožňují využití širšího rozpětí funkčních skupin než jiné živé a řízené radikálové polymerizace. Monomery mohou být například methakryláty, methakrylamidy, akrylonitril y, styreny, butadien, vinylacetát a N-vinylpyrrolidon. Jsou také vhodné pro širší rozpětí reakčních podmínek, jako jsou teplota a obsah nečistot.
Z a R skupiny se vybírají na základě několika kritérií. Ovlivňují stabilitu vazby S=C a radikálového aduktu (polymer-S-C•(Z)-S-polymer). Tyto následně určují rychlosti jednotlivých dílčích reakcí. R skupina musí stabilizovat radikál, tak aby byla první rovnováha posunuta směrem doprava, ten ale musí také být tak nestálý, aby mohl iniciovat růst nového řetězce. RAFT činidlo se vybírá také podle monomeru a teploty, které mají také značný vliv na kinetiku a termodynamiku RAFT.

### Produkty

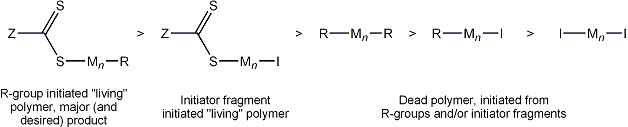
Hlavní (vlevo) a vedlejší produkty RAFT polymerizace, seřazené podle klesajícího výskytu

Požadovaným produktem RAFT polymerizace bývá lineární polymer s R skupinou na jednom a dithiokarbonátem na druhém konci. Na následujícím obrázku jsou znázorněny hlavní a vedlejší produkty RAFT polymerizace. Vedlejší produkty se mohou tvořit (a) biradikálovými terminacemi nebo (b) reakcemi látek vzniklých z fragmentů iniciátoru (I) (mechanismy (a) a (b) mohou probíhat současně).
Selektivitu vůči žádanému produktu lze zlepšit zvýšením poměru koncentrace RAFT činidla oproti radikálům vytvořeným v průběhu polymerizace, a to buď přímo (zvýšením koncentrace činidla), zvýšením koncentrace iniciátoru, nebo zpomalením.

## Mechanismus

### Kinetika

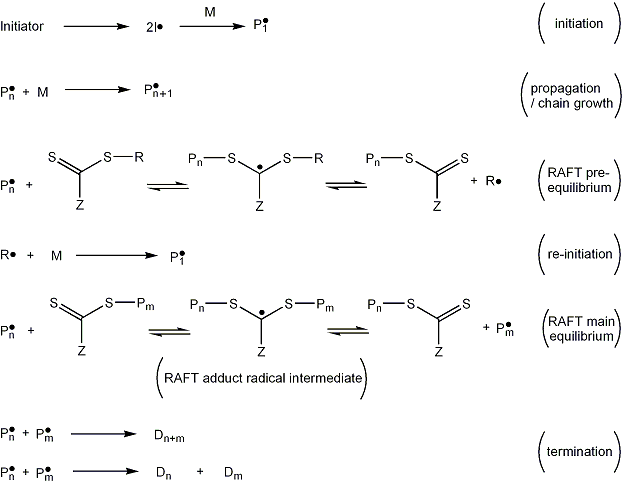
Zjednodušený mechanismus RAFT

RAFT patří mezi živé radikálové polymerizace, řízena je pomocí látky označované jako RAFT činidlo. Monomery musí být schopné radikálové polymerizace. RAFT polymerizace se skládají z iniciace, prvotní rovnováhy, reiniciace, hlavní rovnováhy, propagace a terminace.
Mechanismus zde bude popsán pomocí obrázku vpravo:
Iniciace: Na začátku se vytvoří radikály působením radikálového iniciátoru, například azobisizobutyronitrilu. Na obrázku se iniciátor rozkládá na dva fragmenty (I•), kdy každý reaguje s jednou molekulou monomeru za vzniku narůstajícího polymerního radikálu o délce 1, označovaného P1•.
Propagace: Narůstající řetězce délky n v aktivní (radikálové) podobě, Pn•, se navazují na monomer, M, čímž vytváří delší radikály, Pn+1•.
Prvotní rovnováha: Polymerní radikál obsahující n monomerních jednotek (Pn) reaguje s RAFT činidlem za tvorby radikálového aduktu. Tento adukt může vstoupit do fragmentační reakce za vzniku výchozí látky, nebo radikálu (R•) a polymerního RAFT činidla (S=C(Z)S-Pn). Tento krok je vratný a radikálový adukt může odštěpit R skupinu (R•), nebo polymer (Pn•).
Reiniciace: Radikálová odstupující skupina (R•) reaguje s dalším monomerem a utváří nový aktivní polymerní řetězec.
Hlavní rovnováha: Tato část je nejdůležitější, během ní radikály mohou reagovat se všemi částicemi, které ještě nebyly terminovány (Pn• a S=C(Z)S-Pn). V ideálním případě je pravděpodobnost reakce s každou částicí stejná.
Terminace: Aktivní řetězce biradikálovou terminací vytváří řetězce, které se nemohou dále účastnit reakce. Ideální RAFT adukt vykazuje sterické efekty dostatečně silné, aby znemožňovaly terminaci.

### Termodynamika hlavní rovnováhy
Hlavní rovnováhu RAFT ovlivňují relativní stability radikálových aduktů (Pn-S-C•(Z)-S-Pm) a produktů jejich fragmentace, S=C(Z)S-Pn, a polymerních radikálů (Pm•). Pokud je tvorba radikálového aduktu dostatečně termodynamicky výhodná, tak se koncentrace aktivních částic, Pm•, snižuje do té míry, že se také omezuje rychlost přeměny monomeru na polymer, která je pak nižší než u odpovídající polymerizace bez RAFT činidla. Taková reakce se nazývá RAFT polymerizace s omezenou rychlostí.
Rychlost RAFT polymerizace, tedy rychlost přeměny monomeru na polymer, je nejvíce ovlivňována rychlostí propagace, protože iniciace a terminace probíhají výrazně rychleji. Rychlost propagace je přímo úměrná koncentraci aktivních částic P• ([P•]), zatímco rychlost terminace, která je reakcí druhého řádu, je přímo úměrná její druhé mocnině ([P•]2); při RAFT polymerizacích s omezenou rychlostí je tak terminace omezena více než růst řetězce.
RAFT polymerizace bez omezení rychlosti mají koncentrace aktivních částic P• podobné jako polymerizace bez RAFT činidel.
Na hlavní rovnováhu, a tak i míru zpomalení reakce, mají vliv teplota i chemické faktory. Vysoké teploty zvýhodňují fragmentace oproti vytváření radikálových aduktů Pn-S-C•(Z)-S-Pm. RAFT činidla se Z skupinami stabilizujícími radikály, například fenylovými, posouvají, stejně jako propagující radikály s monomery bez stabilizujících skupin (například vinylacetát) rovnováhu směrem k aduktu.

### Další mechanistické vlastnosti
Ideální RAFT polymerizace mají několik jedinečných mechanistických vlastností. prvotní rovnováha a reiniciace proběhnou velmi rychle, díky čemuž polymerní řetězce, začnou narůstat prakticky ve stejný čas. Přímá i zpětná reakce hlavní rovnováhy jsou také rychlé, což zajišťuje stejné možnosti ohledně růstu řetězců. Množství radikálů dodaných do systému iniciátorem je oproti množství molekul RAFT činidla nízký, v důsledku čehož představují R skupiny iniciovaných řetězců většinu přítomných řetězců. Iniciátor se v průběhu polymerizace rozkládá průběžně, ne jen na začátku, a polymerní řetězce vzniklé rozpadem inciátoru rozkládány nejsou, rozdělení délek řetězců je tak úzké. Střední délka řetězce se zvyšuje lineárně.
Na rozdíl od jiných řízených radikálových polymerizací, jako jsou radikálové polymerizace s přenosem atomů, se u RAFT polymerizací řízeného navyšování molekulových hmotností a nízké polydisperzity nedosahuje hlavně omezením biradikálových terminací, ale převážně zajištěním zahájení růstu polymerních řetězců v téměř stejném čase a rovnoměrným průběhem růstu.

#### Vliv Z a R skupin na RAFT činidlo
Výběr Z a R skupin závisí na použitém monomeru.
R skupina musí být homolyzovatelná lépe než fenyl a také být schopna účinné reiniciace. Z skupina se vybírá podle rychlosti navazování propagovaného polymeru na thiokarbonylovou skupinu meziproduktu a podle rychlosti fragmentace radikálových meziproduktů.
Bylo vydáno několik návodů pro výběr R a Z  skupin podle použitého monomeru. Monomery lze rozdělovat na více a méně aktivované. Více aktivované vytvářejí méně aktivních propagujících radikálů a vyžadují tak aktivnější RAFT činidla.

#### Důležité poměry mezi složkami reakce
Během syntéz využívajících RAFT se objevuje několik důležitých vztahů mezi složkami reakce, které lze využít k dosažení určitého stupně polymerizace. Následující hodnoty jsou uvedeny v molech k začátku reakce:
1. Monomer k RAFT činidlu: určuje výsledný stupeň polymerizace (počet monomerních jednotek v každém polymerním řetězci) a pomocí něj lze odhadnout molární hmotnost produktu).[11][13]
2. RAFT činidlo k iniciátoru: určuje podobu koncových skupin. U α konce z něj lze zjistit poměr počtu řetězců, které pochází z R skupiny k počtu řetězců pocházejících z iniciátoru. V případě ω konce vyjadřuje poměr počtu neaktivních řetězců (s thiokarbonylthioskupinou) k počtu terminovaných řetězců.[11]
3. Monomer k iniciátoru: podobně jako u jiných radikálových polymerizací je rychlost propagace přímo úměrná koncentraci monomeru a druhé odmocnině koncentrace iniciátoru.[14][11]

{\displaystyle MW_{n}={\frac {(M_{0}-M_{t})}{RAFT_{0}}}MW_{M}+MW_{RAFT}}
(MWn je molární hmotnost polymeru, M0 původní a Mt konečný počet molů monomeru, RAFT0 je původní počet molů RAFT činidla, MWM molární hmotnost monomeru a MWRAFT molární hmotnost RAFT činidla. M0 - Mt lze také zapsat jako M0*X (kde X je přeměna), na základě čehož je možné odhadnout stření molární hmotnost polymeru

## Enz-RAFT

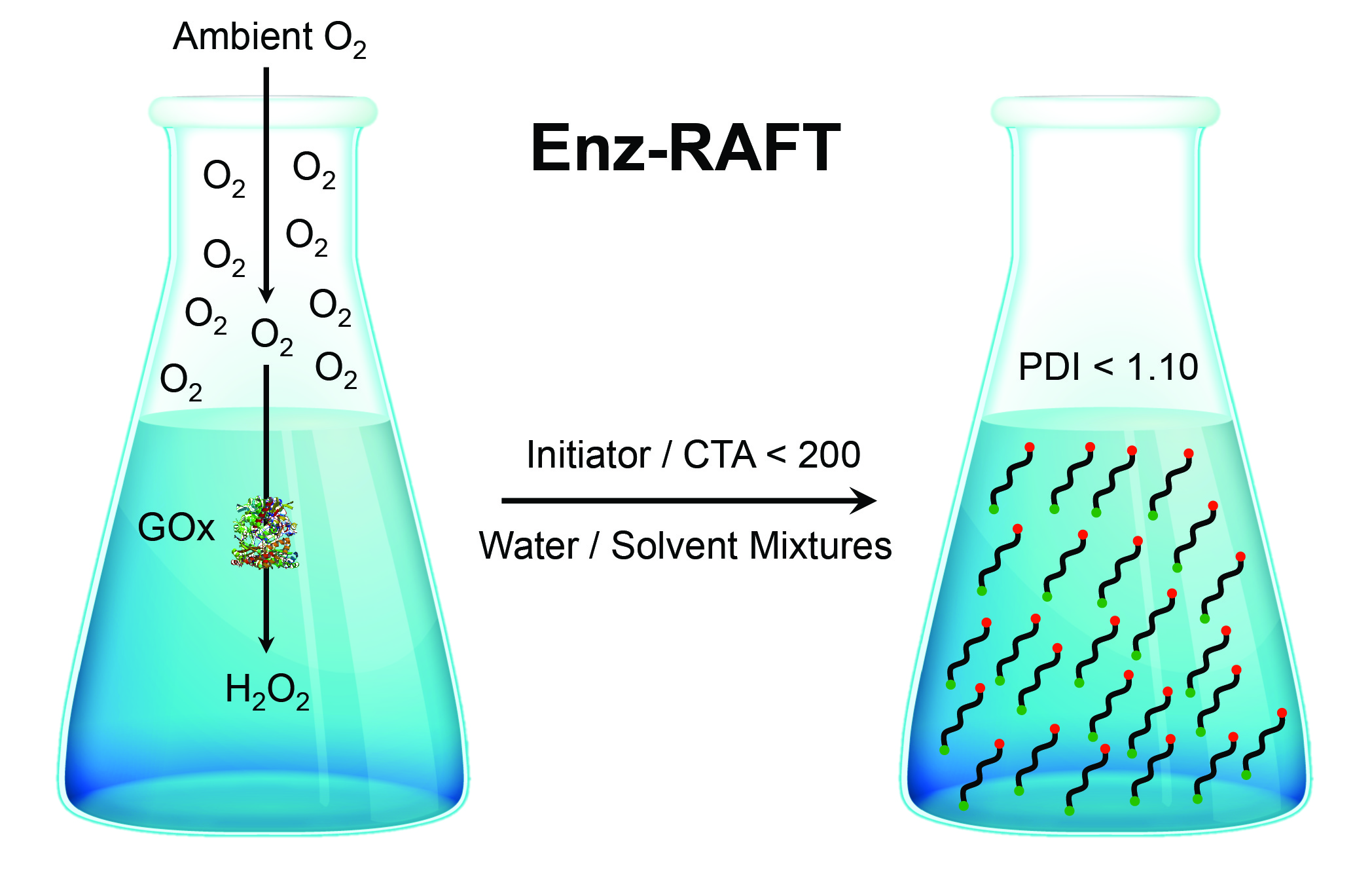
K odstraňování kyslíku z reakční směsi se používá glukóza-oxidáza (GOx), tím je umožněno provádět RAFT polymerizace v otevřených nádobách.

Enz-RAFT je druh RAFT polymerizace dovolující provést řízenou polymerizaci citlivou na kyslík v otevřené nádobě. Enz-RAFT odstraňuje kyslík rozpuštěný v reakční směsi pomocí glukózaoxidázy v koncentraci 1–4  μmol/l. Toto odplynění vede k nižší spotřebě iniciátoru, čímž se ulehčuje řízení reakce. Enz-RAFT je možné použít u mnoha různých rozpouštědel, jako například terc-butanolu, acetonitrilu, a dioxanu. Enz-RAFT je díky odpadnutí nutnosti předběžného odplynění vhodná pro většinu polymerizací využívajících RAFT.

## Využití

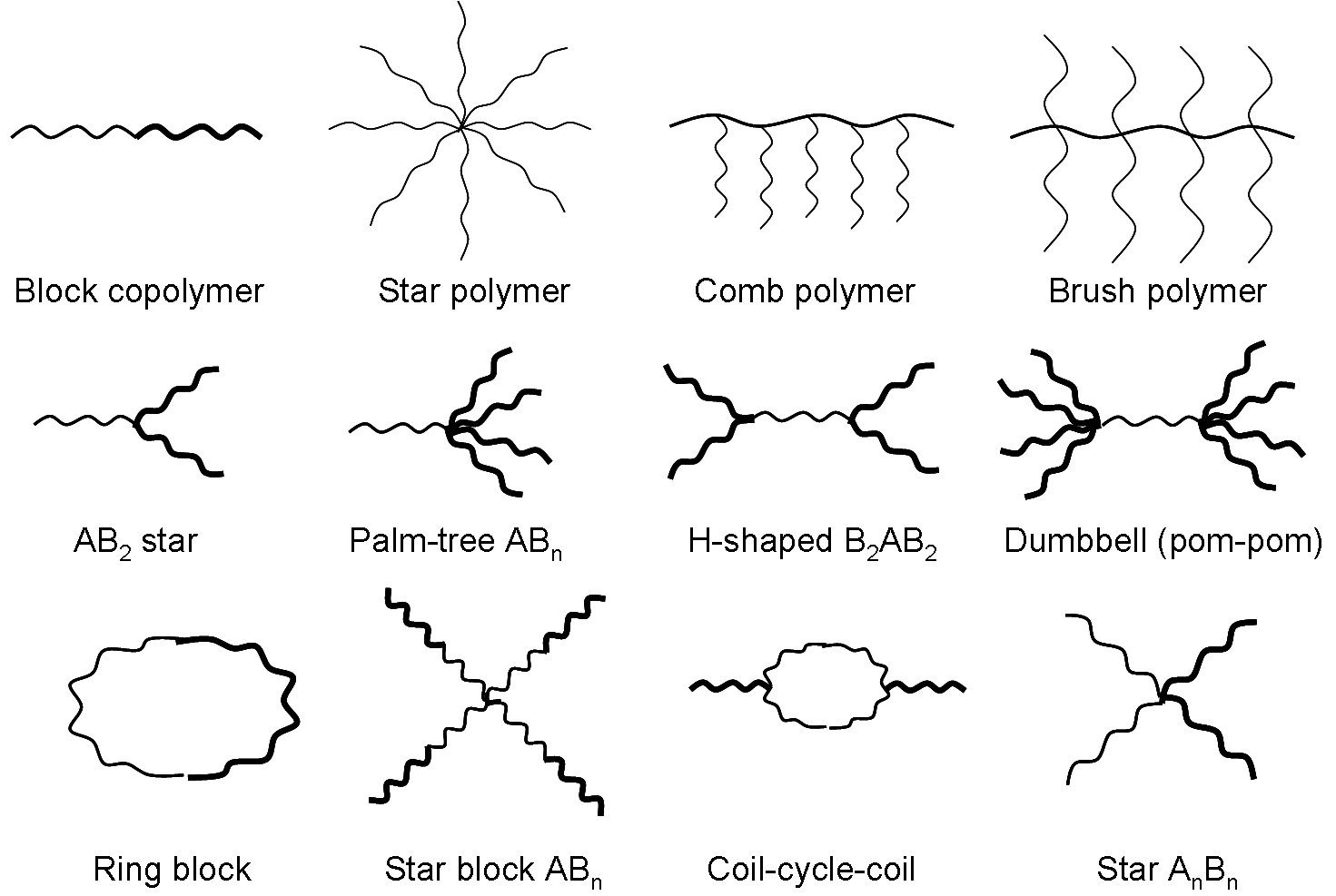
Složité struktury získatelné pomocí RAFT

RAFT polymerizace se používají na přípravy polymerů s danými molekulovými hmotnostmi a nízkými indexy polydisperzity (u většiny monomerů 1,05 až 1,4).
Proces je vhodný pro mnoho různých monomerů, má širší rozsah než jiné řízené radikálové polymerizace. K monomerům zpracovatelným s využitím RAFT patří mimo jiné styreny, akryláty, akrylamidy a řada vinylových sloučenin. RAFT polymerizacemi lze vytvořit polymery s konkrétními architekturami, jako například blokové a gradientové kopolymery. Tyto vlastnosti činí RAFT vhodným pro přípravu a výrobu širokého spektra polymerů.

### Blokové kopolymery
Podobně jako jiné živé radikálové polymerizace umožňuje RAFT prodloužení řetězce z monomerů jednoho druhu jinými monomery, čímž vznikají blokové kopolymery. Při takovýchto polymerizacích musí být RAFT činidlo vhodné pro oba monomery, bloková kopolymerizace je tak obtížná.
Existuje několik postupů výběru makro-R-činidla pro polymerizace druhých monomerů.
Je možná i tvorba multiblokových kopolymerů, kdy se používají difunkční R skupiny nebo symetrické trithiokarbonáty s rozdílnými difunkčními Z skupinami.

### Ostatní druhy polymerů

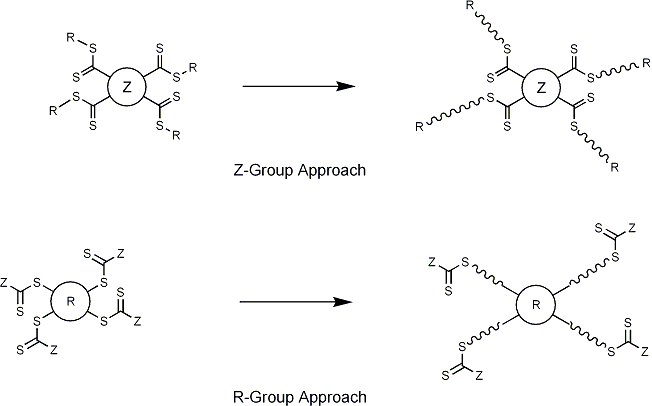
Srovnání RAFT s R- a Z-postupem

Sloučeniny obsahující více dithioskupin, často nazývané multifunkční RAFT činidla, mohou vést ke vzniku hvězdicových, kartáčových a hřebenových polymerů. U hvězdicových polymerů při RAFT, na rozdíl od ostatních živých radikálových polymerizací, mohou jádro tvořit jak R-, tak i Z-skupiny. Při použití R-skupinových jader se vytváří podobné struktury jako u radikálových polymerizací s přenosem atomů a nitroxidových radikálových polymerizací. Využití Z-skupin je možné pouze u RAFT; přičemž reaktivní polymerní větve jsou během svého růstu odděleny od jader, procházejí přenosy řetězců a navazují se na jádra.

### Biomateriály
Vzhledem ke své univerzálnosti ohledně použitelných monomerů a reakčních podmínek je RAFT velmi vhodným druhem živé polymerizace při tvorbě biomateriálů. Lze vytvářet nové polymery s jedinečnými vlastnostmi, jako jsou citlivost na teplotu a pH.
Ke konkrétním druhům materiálů patří polymer-proteinové a polymer-léčivové konjugáty. Využití nacházejí v řízení aktivity enzymů, rozpoznávání molekul a v polymerních micelách, které mohou dodávat léčiva na požadovaná místa.
RAFT je možné použít také na připojování polymerních řetězců na polymerové povrchy , například za účelem tvorby mikrokoulí.

## Srovnání s jinými postupy

### Výhody
Polymerizace lze provádět v mnoha různých rozpouštědlech (i ve vodě), za širokého rozsahu teplot, s mnoha různými funkčními skupinami a za nepřítomnosti kovů. Použít lze téměř všechny monomery vhodné pro radikálové polymerizace.

### Nevýhody
Jedno určité RAFT činidlo je vhodné jen pro malý rozsah monomerů a příprava RAFT činidla často vyžaduje několikakrokovou syntézu a následné přečišťování. RAFT činidla mohou být z dlouhodobého hlediska nestálá, a mohou v důsledku rozkladu dithioesterových skupin zapáchat. Přítomnost síry a barevnost vzniklého polymeru je nežádoucí pro některá využití; tento nedostatek lze ale v určité míře omezit dalším zpracováním.